# Kortfristig skuld
Kortfristiga skulder är en grupp skulder i ett företags balansräkning. Det är skulder med kort löptid, mindre än ett år. Ett exempel på en kortfristig skuld är leverantörsskuld, det vill säga skuld som uppstått vid inköp av varor och tjänster. Andra kortfristiga skulder är personalens intjänade semester och bonus. Även checkräkningskredit räknas oftast som kortfristig skuld.